# Wasmes-Audemez
Wasmes-Audemez is een voormalige gemeente in de Belgische provincie Henegouwen. Het grondgebied behoort tegenwoordig tot de stad Péruwelz. De gemeente bestond uit het dorp Wasmes in het noorden en het gehucht Audemez in het zuiden.

## Geschiedenis
De gemeente ontstond in 1805 door het samenvoegen van de gemeenten Wasmes en het kleine Audemez. Nochtans was er voorheen geen gemeenschappelijke geschiedenis tussen de twee gemeenten, daar Wasmes tijdens het ancien régime tot het Doornikse behoorde en Audemez tot de kasselrij Aat. In 1829 werd de gemeente samengevoegd met buurgemeente Briffœil in de nieuwe gemeente Wasmes-Audemez-Briffœil.
Deelgemeenten: Baugnies · Bon-Secours · Braffe · Brasménil · Bury · Callenelle · Péruwelz · Roucourt · Wasmes-Audemez-Briffœil · Wiers

Overige plaatsen: Audemez · Briffœil · Ponange · Ringies · Wasmes

Belgische gemeenten · Arrondissement Doornik-Moeskroen · Henegouwen · Wallonië